# Melioration der Ilmenau-Niederung

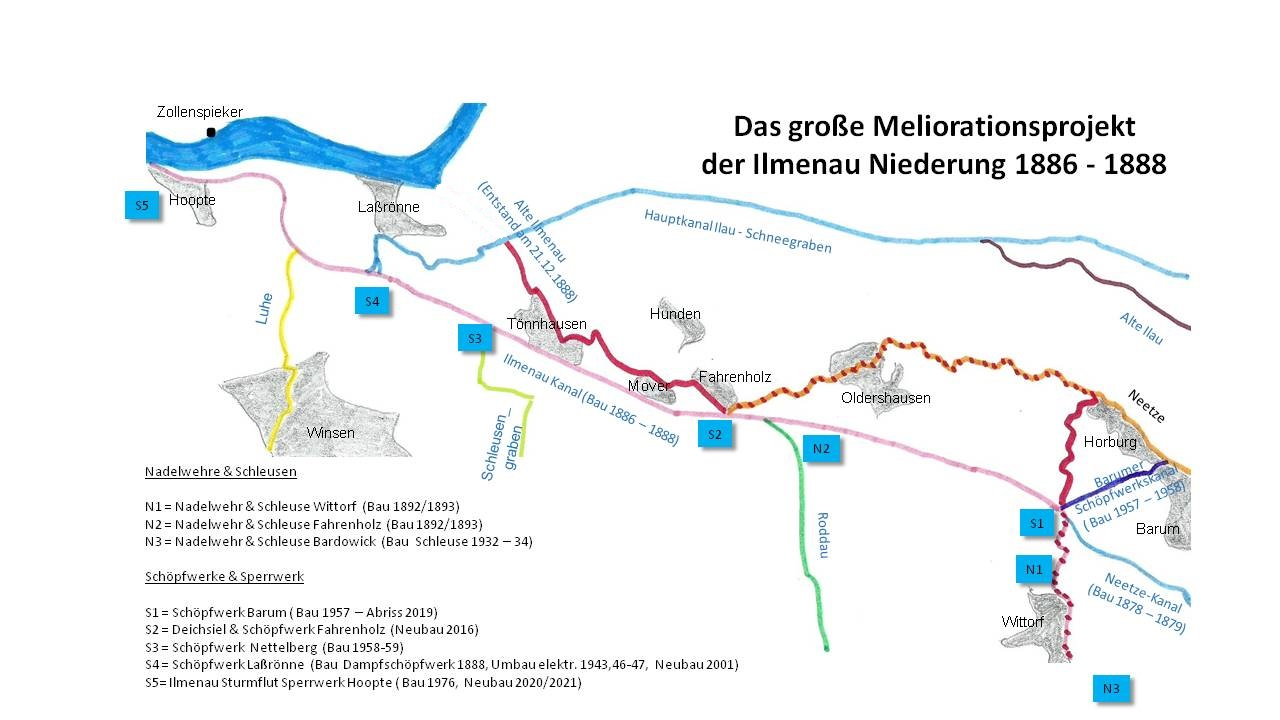
Das große Meliorationsprojekt der Ilmenau-Niederung

Die Melioration der Ilmenau-Niederung war ein Projekt in den 1880er Jahren zur Entwässerung der Ilmenau-Niederung und der Regulierung und Begradigung des Flusses.

## Vorgeschichte

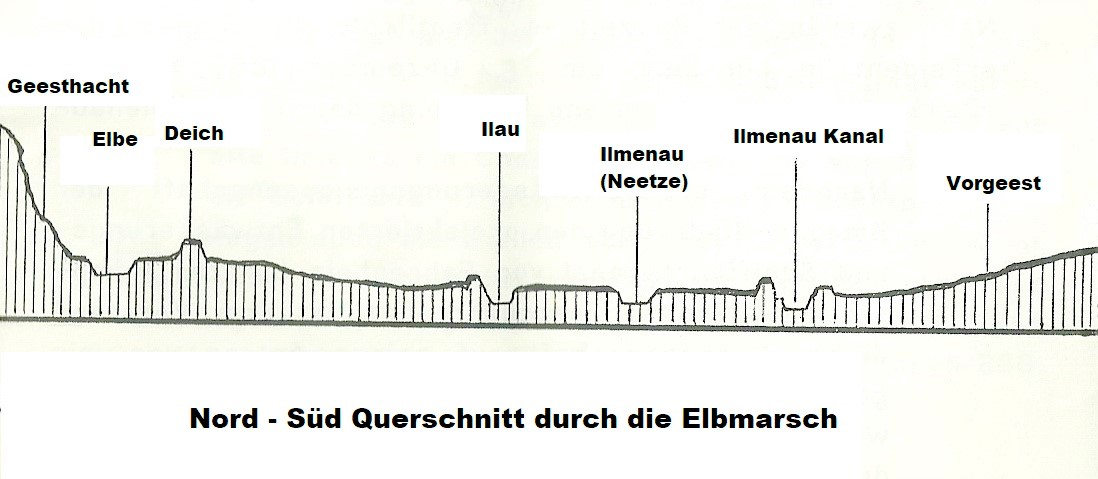
Nord-Süd-Querschnitt durch die Elbmarsch

Einst durchzogen zahlreiche Elbarme das Gebiet der Ilmenauniederung, von denen heute noch große Seen bei Echem, Lüdershausen, Bütlingen und Barum zeugen. Durch den Bau von Elbdeichen als Sommerdeiche sank die Einwirkung höherer Elbwasserstände auf das Gebiet. Der untere Bereich, die Winsener Marsch, war weiterhin von Gezeiten beeinflusst. Im 12. Jahrhundert wurde sie unter Heinrich dem Löwen felderweise eingedeicht und besiedelt. Lange Zeit hatte die Ilmenau durch die rechtsseitigen Elbarme der Vierlande eine ausreichende Vorflut. Durch die Anfang des 15. Jahrhunderts vorgenommene Abdeichung der Flussarme stauten sich fortan Hochfluten in der Ilmenau. Auch die Verlegung der Ilmenaumündung bei Laßrönne und Vereinigung mit der Luhemündung brachte keine Besserung.
Solange in der Elbmarsch Menschen wohnten, waren sie den Gefahren des Wassers ausgesetzt. In alten Tagebüchern und Chroniken wird immer wieder von verheerenden Überschwemmungen berichtet. Manchmal kamen die Fluten von allen Seiten. Durch die weit offene Mündung der Ilmenau drangen sie bei Sturmfluten (z. B. Neujahrsflut von 1855) und anderen Hochwasser von der Elbe her in die Binnenmarsch ein. Und lagen die Elbdörfer durch den Achterdeich noch einigermaßen geschützt, so waren die Überschwemmungen umso schlimmer, wenn der Elbdeich an einer schwachen Stelle brach. Die Bewohner der Winsener Marsch waren auch bei Deichbrüchen, die sich auf der Strecke bis hinauf nach Bleckede ereigneten, immer die Hauptleidtragenden. Überdies entstand in dem Gebiet stets Hochwasser, wenn die Schneeschmelze begann oder starke Regengüsse niedergegangen waren. Die aus der Geest kommenden Flüsse Neetze, Ilmenau, Roddau und Luhe brachten dann gewaltige Wassermassen, die in der ebenen Marsch bei nur wenig Gefälle sehr bald über die Ufer traten. Durch Übersandung als Folge von Elbdeichbrüchen wurden die südlichen Uferränder mehr und mehr erhöht (in der Avendorfer Feldmark bis zu 2 Meter). Die Überschwemmungen ergossen sich also in die tiefer liegende Binnenmarsch. Die Ilau, Neetze und Ilmenau führten die Wassermassen in die Elbe zurück.
Hinzu kamen Streitigkeiten über die Vorflutverhältnisse innerhalb der Niederung; so hatten beispielsweise die Bütlinger den Zufluss der Neetze zur Ilau abgedammt, wodurch niedrigere Grundstücke in Echem versumpften. Insgesamt war die Landwirtschaft deutlich erschwert. In manchen Jahren konnte das Vieh im Mai und Juni noch nicht ausgetrieben werden. Man rechnete, dass jede fünfte bis siebte Sommerernte verloren ging und dass daneben durchschnittlich ein Viertel der jährlichen Ernte mehr oder weniger geschädigt wurde. Zwischen Oktober und April gefährdeten Sturmfluten Menschen, Vieh und Häuser. Dabei wurden auch die Wege so aufgeweicht, dass der Verkehr nach Rückgang des Wassers wochenlang unterbrochen war.

## Meliorationsplan

### Frühere Pläne
Bereits 1624 gab es die Idee eines wasserfreien Hinterdeichs und der Regelung der unteren Ilmenau, die allerdings für Jahrhunderte noch nicht umgesetzt wurde. Im 19. Jahrhundert gab es drei wichtige Vorschläge, wie man mit den Problemen in der Ilmenauniederung umgehen sollte: Das meyersche Projekt sah die Umleitung der Ilmenau zur Seeve bei Wuhlenburg vor. Die Verbesserungsmöglichkeit dieses Planes wurde vom Baurat August Heß aus Hannover bezweifelt. Es wurden eine Versandung der Luhe und enorme Kosten erwartet. Außerdem gab es Widerspruch der Vogtei Neuland und der Seeveanlieger. Ein zweiter Vorschlag war der talsperrenartige Abschluss der Ilmenaumündung mit künstlicher Wasserhebung. Bei Hochwasser hätten im ungünstigsten Falle 300 Kubikmeter Wasser pro Sekunde um drei Meter gehoben werden müssen, was damals unrealistisch war und mit enormen Bau- und Betriebskosten verbunden gewesen wäre. Der dritte Vorschlag des Baurates Johann Heinrich Blohm aus dem Jahre 1850 sah die Anlage eines Deiches von Wittorf bis Haue und die Regelung der Ilmenau vor. Später schloss sich Heß dem Vorschlag Blohms im Wesentlichen an und konkretisierte das Vorhaben.

### Heßscher Plan
Der heßsche Plan bezweckte, dass das vom Oberlauf der Ilmenau heranführende Winterwasser sich nicht über die Felder der Winsener Marsch ausbreitete, wenn die Elbe auch Hochwasser führte. Die Abflussverhältnisse sollten sich durch die Beförderung der natürlichen Vorflut durch Gradlegung, Räumung und Vergrößerung der Hauptvorfluter verbessern und das tiefergelegene untere Gebiet künstlich entwässert werden. Es sollten zwei Unterverbände gegründet werden: der Ilau- und der Neetzeverband. Im künstlich entwässerten Ilauverband galten neben der Ilau der Schnee- oder Scheidegraben und der Hörstengraben als Hauptvorfluter, im Neetzeverband die Neetze und der alte Lauf der Ilmenau sowie die Marsch- und die Bruchwetter. Auf beiden Seiten der alten Ilmenau wurden Rückstaudeiche geplant, die Niederschlagswasser aufnehmen sollten, wenn die Fahrenholzer Schleuse geschlossen war.
Der Kern des Plans war ein neu anzulegender Ilmenaukanal, der bei Wittorf von dem bisherigen Lauf abzweigte und ihn erst wieder nach 11,8 Kilometern am Schöpfwerk bei Laßrönne erreichte. Der neue Weg war für die Schifffahrt sechs Kilometer kürzer und sollte für 200-Tonnen-Schiffe genutzt werden können. Die Gesamtkosten des heßschen Planes sollten 1 940 000 Mark betragen.

### Bildung einer Genossenschaft und Planbeschluss
Die Grundeigentümer wurden am 1. März 1882 zur Wasser-Genossenschaft der Ilmenau-Niederung vereinigt. Das Genossenschaftsgebiet erstreckte sich im Osten bis nach Vogelsang und umfasste insgesamt 16 590,58 Hektar, davon 9505,93 im Kreis Lüneburg, 5088,57 im Kreis Winsen und 1996,08 im Kreis Bleckede.
Am 10. September 1886 wurde im Schießgraben in Lüneburg eine Deputiertenversammlung der Genossenschaft abgehalten. Erschienen waren außer dem Direktor Friedrichs zu Lüneburg, dem Baurat August Heß aus Hannover und dem Regierungsrat v. Ellerts als Vertreter der Königlichen Regierung auch 55 stimmberechtigte Deputierte. Nachdem die Anwesenheit der einzelnen Herren durch namentlichen Aufruf festgestellt war, trat man in die Tagesordnung ein. Hauptgegenstand der Verhandlungen war die Beschlussfassung über den Beginn der Ausführung des großen Unternehmens. Alle Vorarbeiten waren erledigt und kalkuliert, wie hoch die zu zahlenden Beiträge der einzelnen Interessenten lagen.
In längeren Verhandlungen sprachen sich unter anderem die Hofbesitzer Zeyn (Stove), Lodders (Drage) und Harms (Hunden) für und die Hofbesitzer Peters (Elbstorf), Kraßmann (Bütlingen) und Grimm (Hittbergen) gegen das Bauvorhaben aus. Anschließend hob der Regierungsrat hervor, dass der in Aussicht gestellte Staatszuschuss ein verhältnismäßig hoher war und sämtliche Verhältnisse augenblicklich so günstig lagen, dass er nur den Beginn der Arbeiten befürworten konnte. Die Deputiertenversammlung beschloss daraufhin das Meliorationsprojekt nach den heßschen Plänen von 1879 und 1884 in einer namentlichen Abstimmung mit 31 Ja- und 24 Neinstimmen und überließ dem Vorstand die Auswahl der eingereichten Offerten sowie die Abschlüsse der Kontakte mit den einzelnen Unternehmen und Lieferanten. Danach wurde die Ausführung und terminnahe Inangriffnahme der Arbeiten verhandelt und beschlossen. Die Ausführungen sämtlicher Erdarbeiten übertrug man dem Bauunternehmer v. Höppen in Düsseldorf.

## Umsetzung

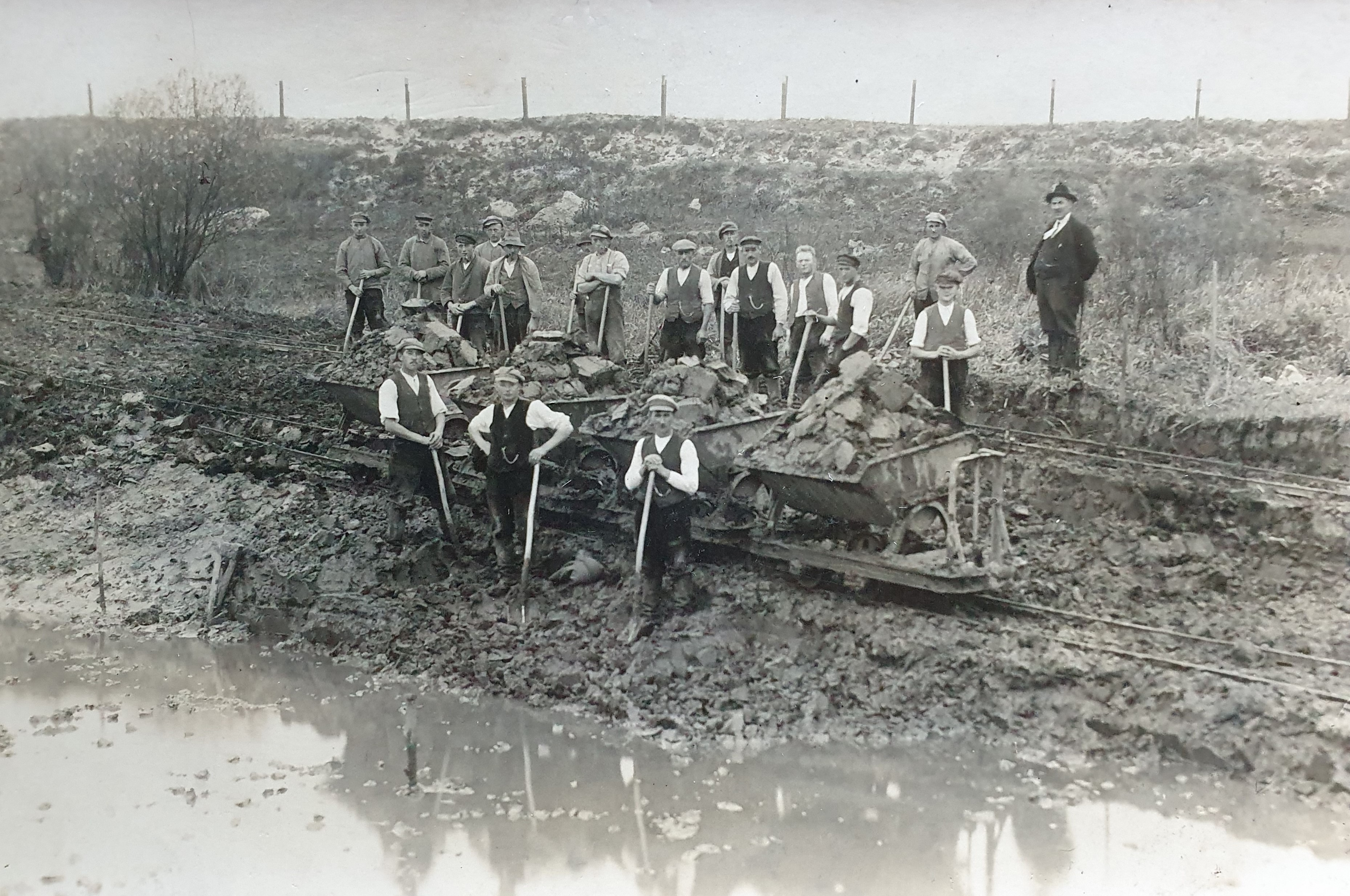
Tiefbauarbeiten in Laßrönne

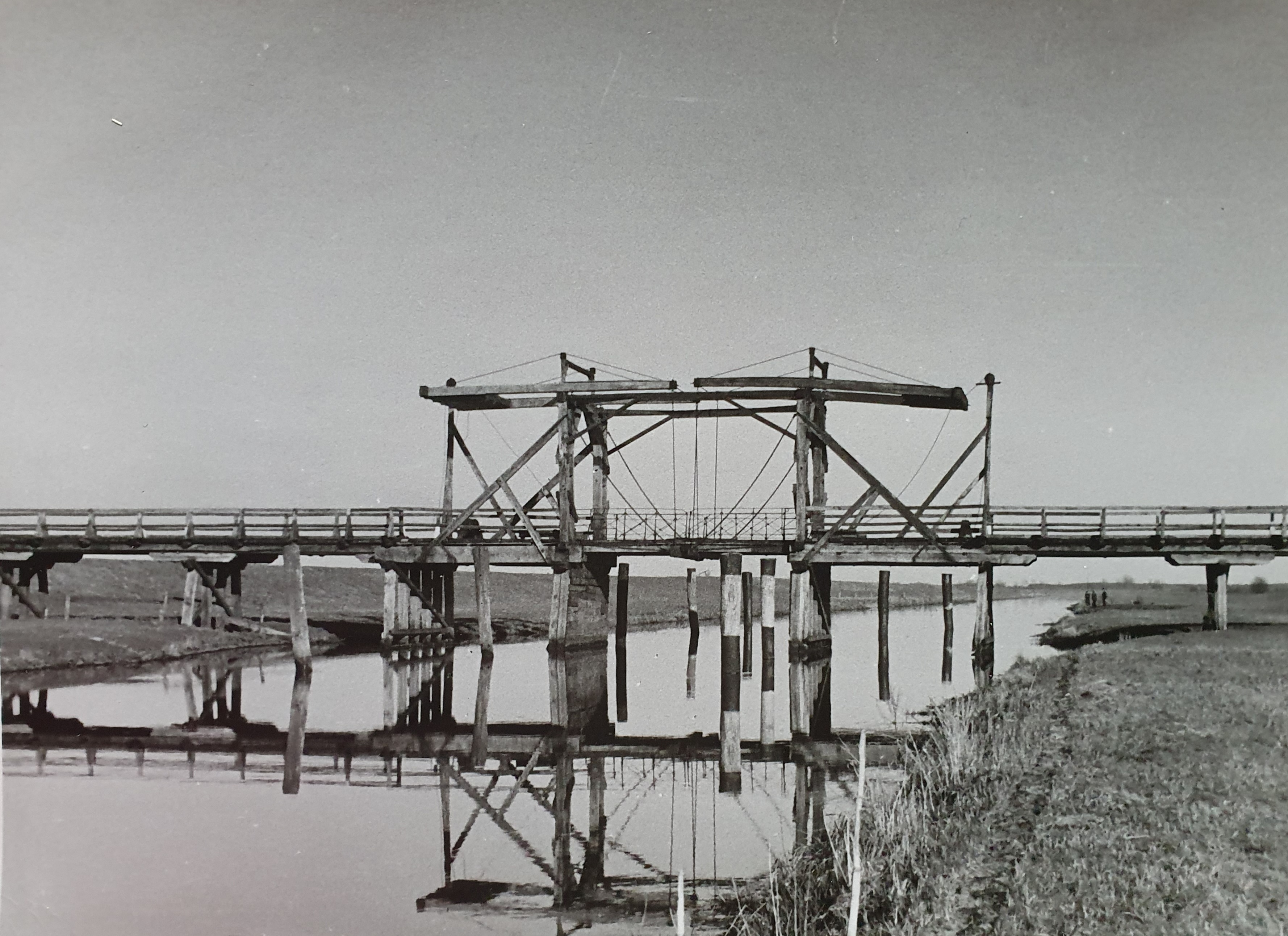
Friedrichsbrücke Oldershausen

### Spatenstich und Besichtigung
Am 2. Oktober 1886 fand in Tönnhausen die Feier des ersten Spatenstichs zur Ausführung der Ilmenau-Korrektion statt. Am 1. Juli 1887 besichtigten der preußische Landwirtschaftsminister Robert Lucius, der Geheimrat Karl von Wilmowski aus Berlin und Baurat Heß das Meliorationsgebiet. Sie trafen am Vormittag des Vortages mit dem Zug aus Hamburg am Winsener Bahnhof ein und wurden dort unter anderem vom Regierungspräsidenten von Lüneburg Georg Lodemann, dem Landrat des Kreises Winsen Theodor Schultze, dem Genossenschaftsdirektor Friedrichs, dem Baurat Hoebel und dem Regierungsrat von Ellerts empfangen, die größtenteils mit dem Zug aus Lüneburg eingetroffen waren. Die Besichtigung führte zu den Bauarbeiten der Pumpstation bei Laßrönne, nach Nettelberg und über den fast fertiggestellten neuen Winterdeich zum Tönnhäuser Hafen. Später setzte sich der Zug von Tönnhausen über Mover, Fahrenholz und Oldershausen entlang der Baustrecke bis nach Handorf fort. Anschließend erfolgte eine kurze Fahrt mit dem Dampfer Ilmenau von Horburg (damals Dreckharburg) nach Wittorf und von dort weiter mit dem Wagen nach Bardowick.

### Eröffnung des Kanals und Bruch der Trennungsdämme
Am 21. Dezember 1888 wurde der Kanal zwischen Fahrenholz und der Laßrönner Pumpstation eröffnet. Durch die Abdammung des alten Verlaufs entstand die Alte Ilmenau. Heute ist der Abschnitt der Alten Ilmenau bei Fahrenholz zugewachsen. Die Eröffnung des zweiten Abschnitts zwischen Wittorf und Fahrenholz wurde nach einer Verfügung des Regierungspräsidenten spätestens für den 20. Mai 1889 geplant.
Am 4. Mai 1889 brach der Trennungsdamm bei Fahrenholz zwischen der oberen Kanalhälfte und dem alten Verlauf der Ilmenau. Nach der unvorhergesehenen Öffnung wurde noch einige Tage am Aushub des Durchstichs gearbeitet, bis am 14. Mai auch der obere Trennungsdamm unterhalb von Wittorf brach. Die Brüche bereiteten der Schifffahrt enorme Schwierigkeiten, was sich auch am Verkehrsaufkommen zeigte: 1887 wurden 655 Schiffe gezählt, 1888 waren es 585 und 1889 nur noch 208.
Seit Eröffnung des zweiten Kanalabschnitts führt das Bett der alten Ilmenau nur noch das Wasser der Neetze.

### Bau der Nadelwehre und Schleusen bei Fahrenholz, Wittorf und Bardowick
Erst als 1892/93 bei Fahrenholz und Wittorf Schleusen mit Nadelwehren gebaut worden waren, konnte eine ausreichende Wasserhaltung gewährleistet werden. Es konnten nun auch größere Schiffe den Kanal befahren. 1908 zählte man bei der Schleuse in Fahrenholz 1975 Frachtschiffe und 541 Dampf- und Motorboote mit 53 529 Tonnen Fracht. Im Jahr 1934 wurde die Bardowicker Schleuse gebaut.

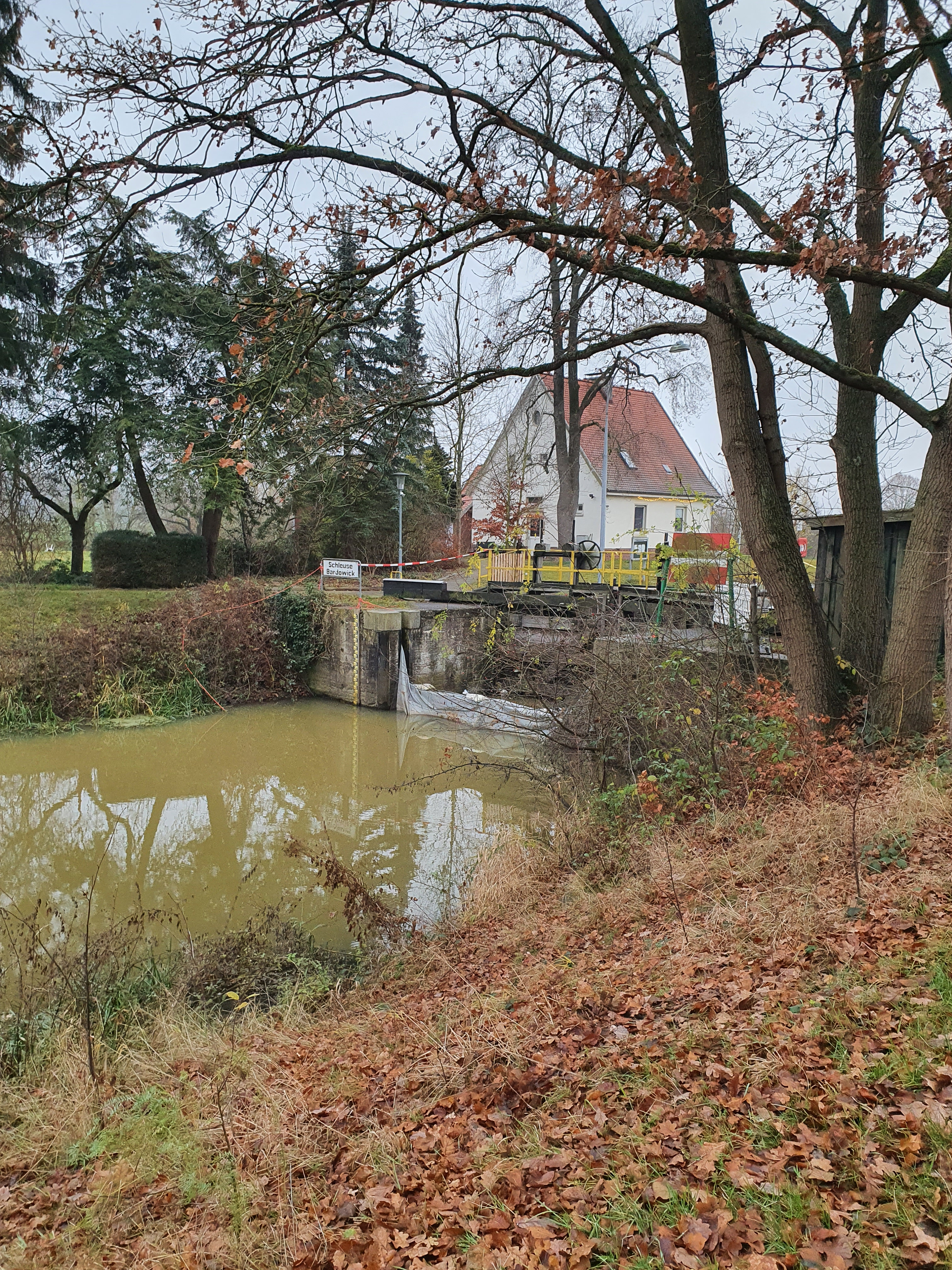
Bardowick, Nadelwehr und Schleuse
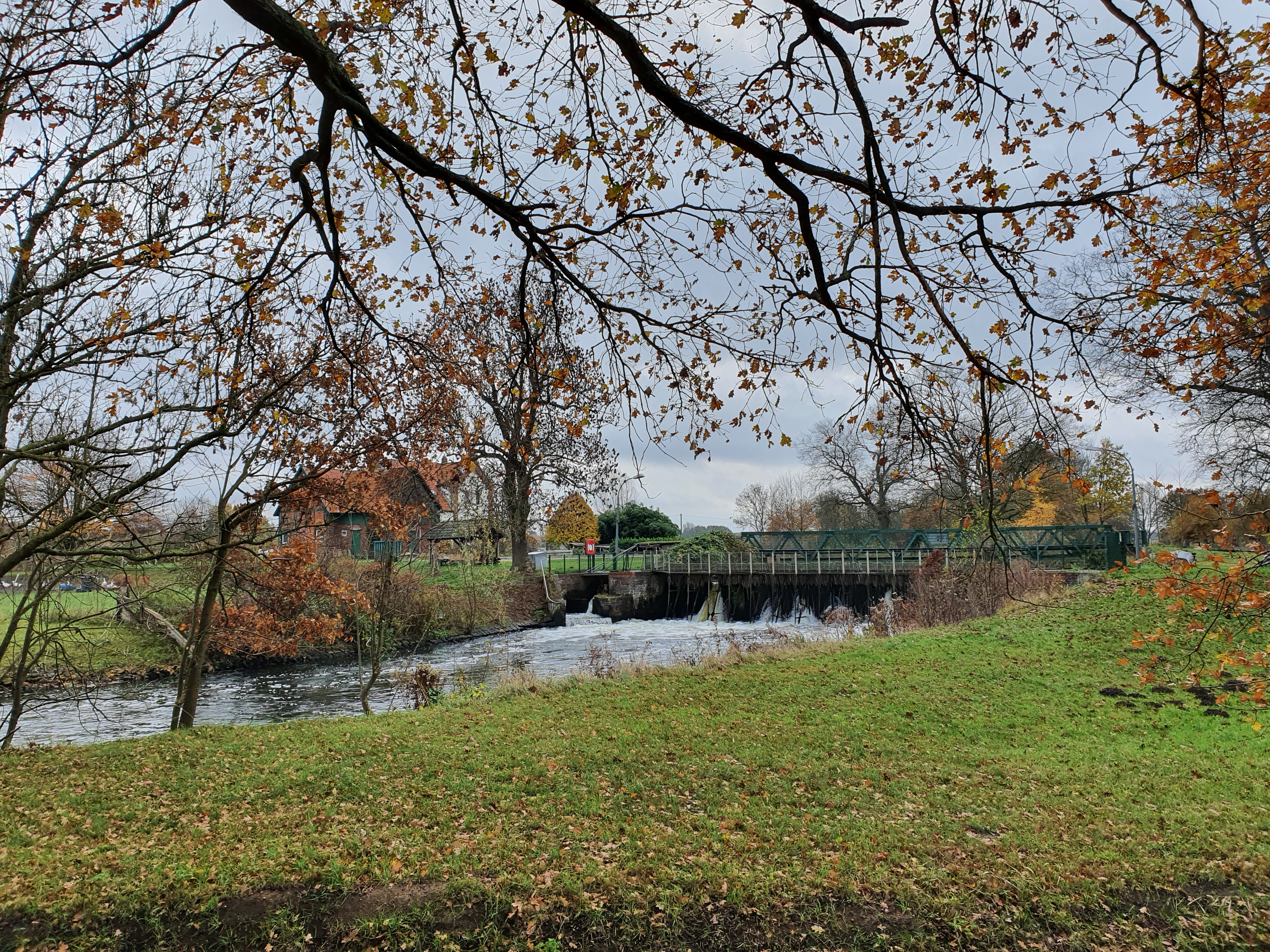
Wittorf, Nadelwehr und Schleuse
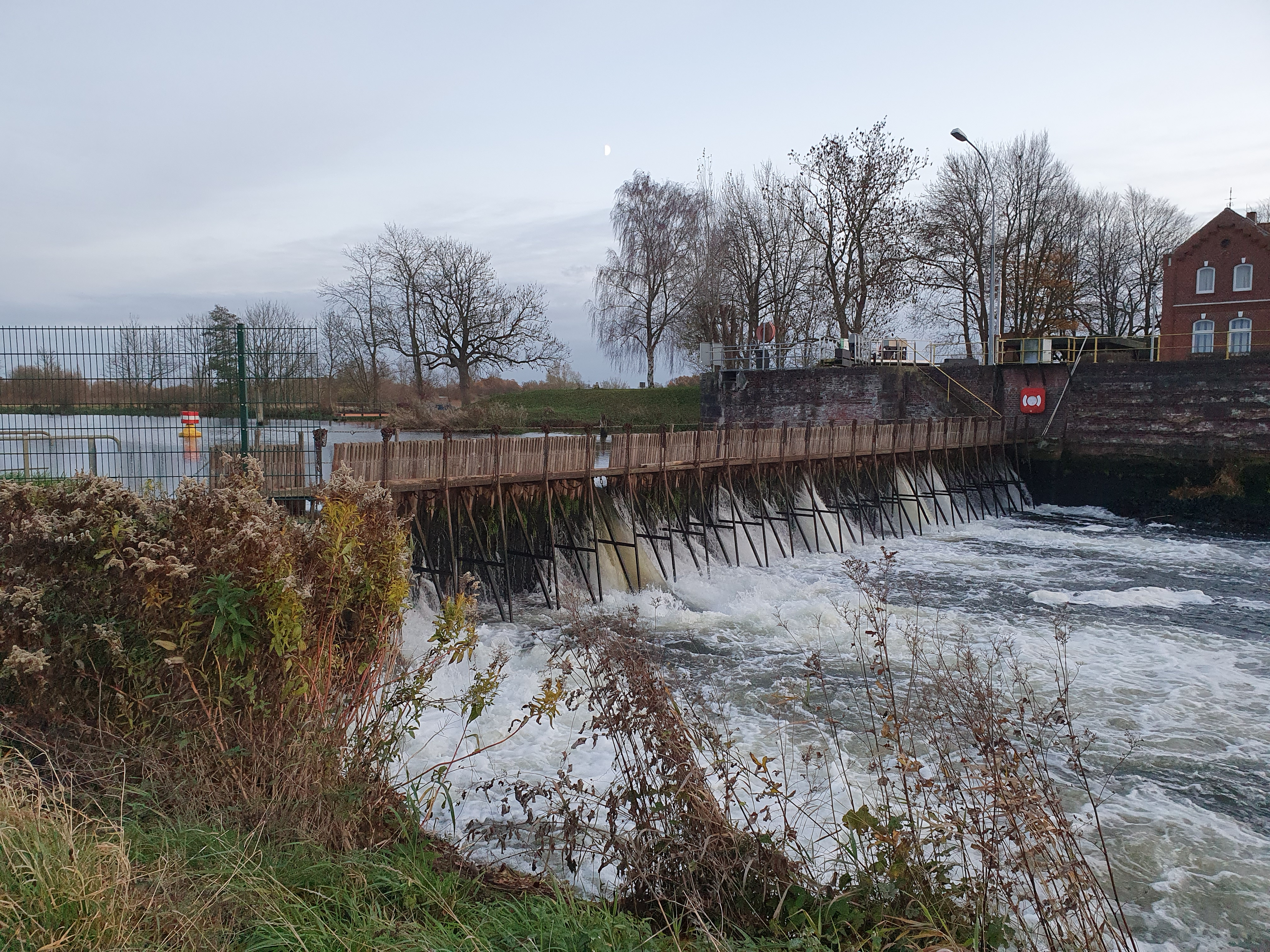
Fahrenholz, Nadelwehr und Schleuse

### Kosten
Die Kosten der Ausführung des heßschen Planes betrugen 3 276 624 Mark und waren damit deutlich höher als die angesetzten 1 940 000 Mark. Die Kostensteigerung ergab sich durch die Vergrößerung des Gebiets um etwa 4000 Hektar, eine nachträgliche Verstärkung des Winterdeiches, die Errichtung von nicht vorgesehenen Brücken und Fährverbindungen, die käufliche Erwerbung des Landes, Streitigkeiten mit dem ersten Bauunternehmer, aufgrund derer andere Unternehmer herangezogen werden mussten, und steigende Arbeitslöhne. Inklusive der bis 1910 im Bau befindlichen Ergänzungsanlagen betrugen die Gesamtkosten 4 300 000 Mark.

## Verlauf und weitere Entwicklung
Der Ilmenaukanal nimmt zu Beginn neben dem Wasser der Ilmenau den Neetzekanal auf, der von Brietlingen in gerader Richtung verlängert wurde. Kurz dahinter stand bis 2019 das Schöpfwerk Barum. Durch den Zuleitungskanal vom Barumer See konnte hier das Wasser der Neetze abgepumpt werden. Das restliche Neetzewasser, das von Horburg über Oldershausen im alten Bett der Ilmenau fließt, gelangt durch das Deichsiel bei Fahrenholz in den Ilmenaukanal. Hier befindet sich auch ein Schöpfwerk. Etwas oberhalb dieser Stelle mündet die Roddau. Das Wasser aus dem Viefeld hat seinen Einlass in den Kanal bei Nettelberg. Auch hier steht ein Schöpfwerk. Während die bisher erwähnten Pumpstationen neuere Bauwerke sind, arbeitete das Schöpfwerk Laßrönne seit dem Bestehen des Ilmenau Kanals bis in das Jahr 2001. Es ist die leistungsfähigste Anlage, denn sie fördert das gesamte Wasser des ehemaligen Ilauverbandes in den Kanal. Schließlich ist noch die Luhe zu nennen, die etwas unterhalb der Seebrücke bei Stöckte in den Ilmenaukanal fließt. Und dort, wo er schließlich in die Elbe mündet, steht seit 1974 das Ilmenau-Sturmflutsperrwerk. Hier kann bei gefährlichem Hochwasser in der Elbe das gesamte Gebiet der Ilmenauniederung abgeschottet werden.

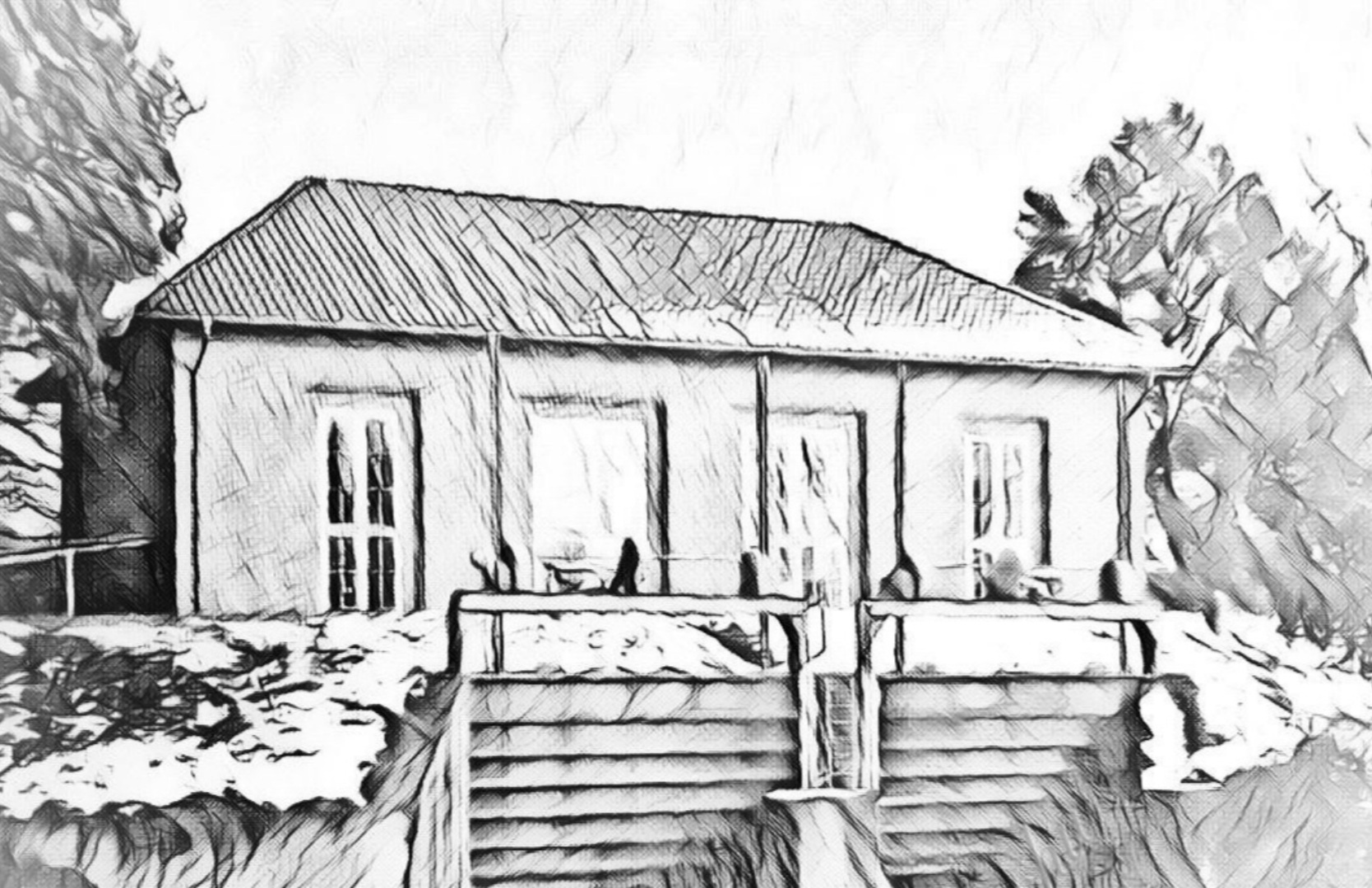
Ilmenauschöpfwerk Barum erbaut 1957, Abriss 2019
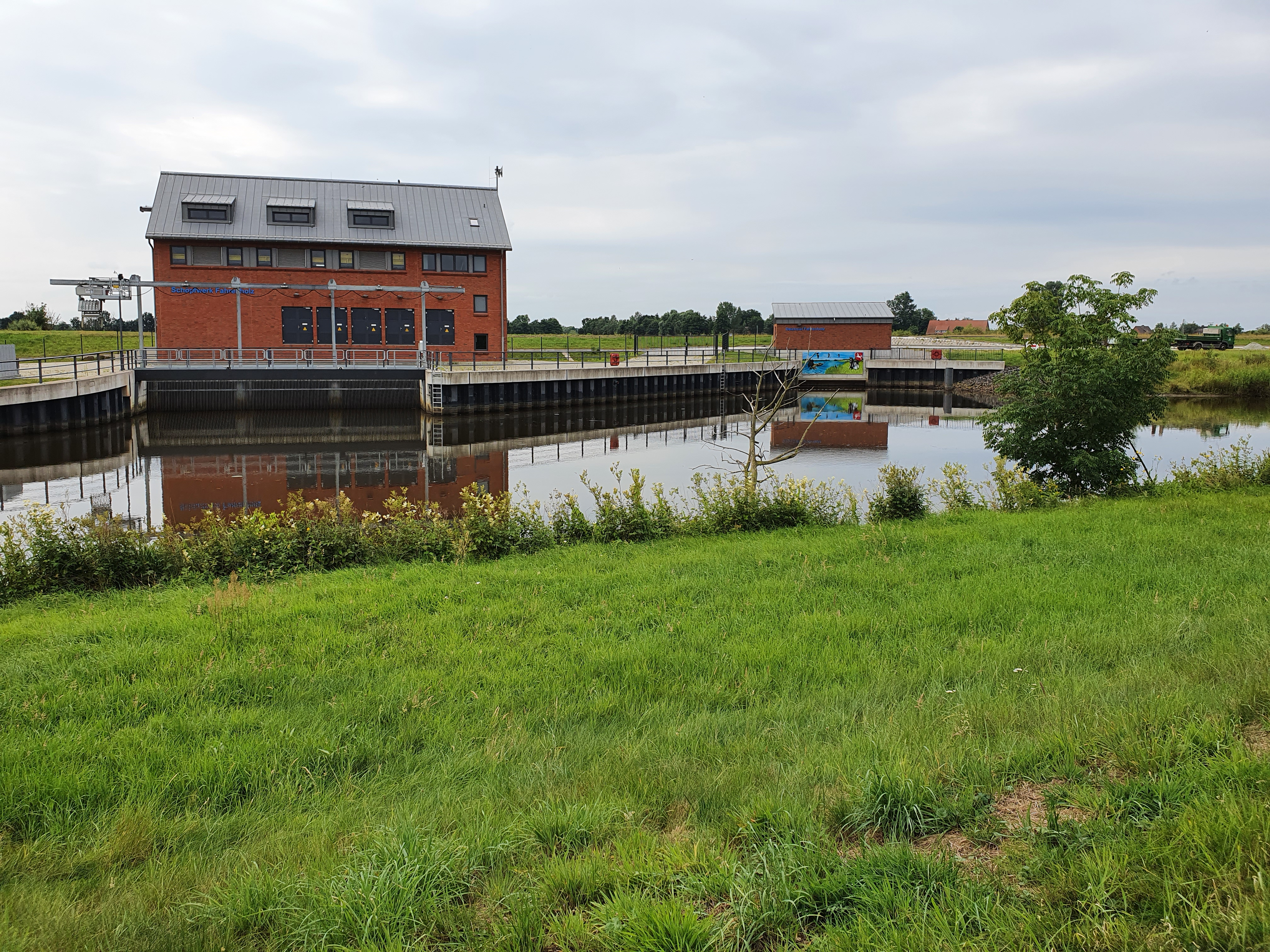
Ilmenauschöpfwerk und Deichsiel Fahrenholz Neubau 2016
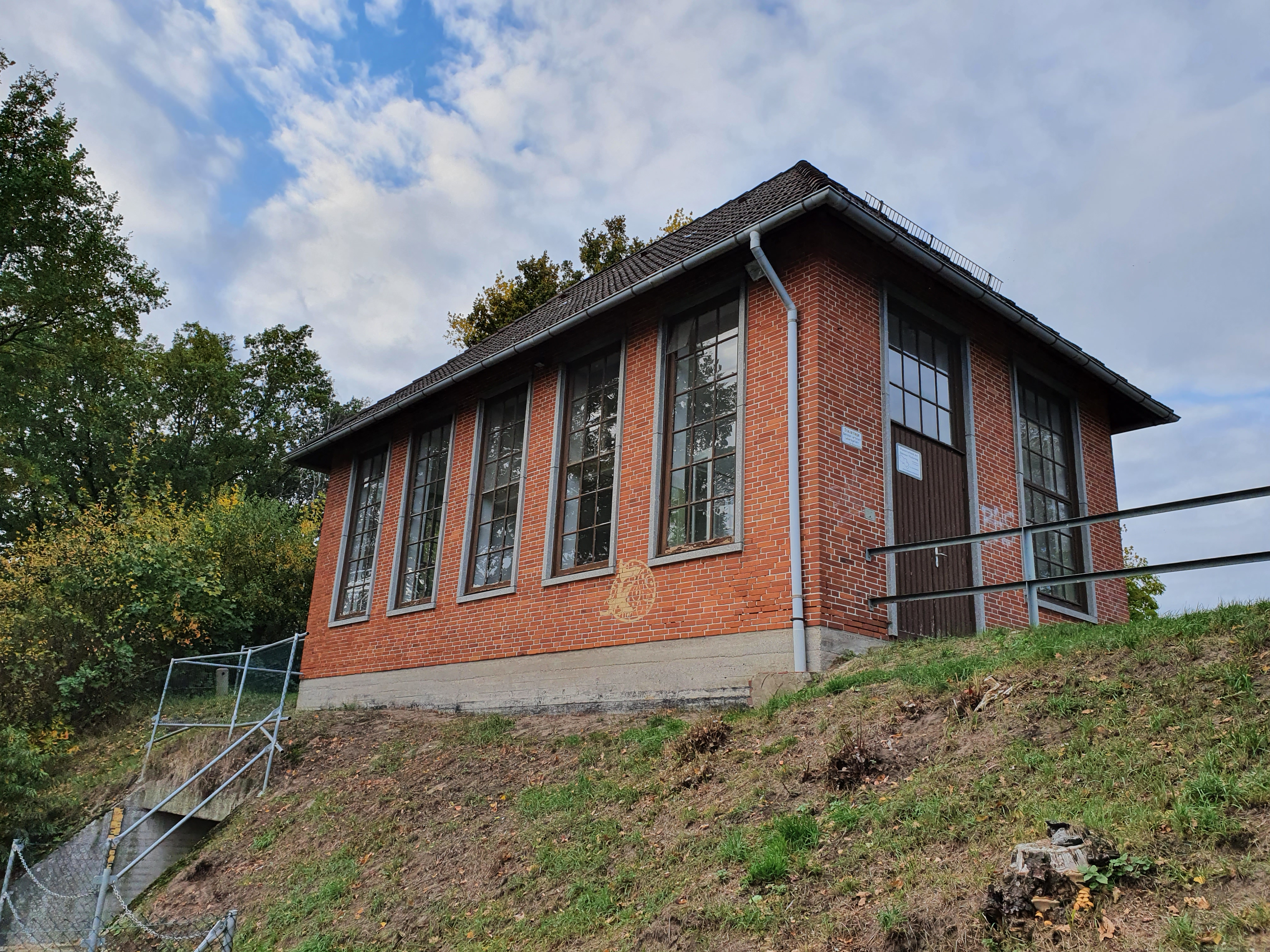
Ilmenauschöpfwerk Nettelberg erbaut 1958–1959
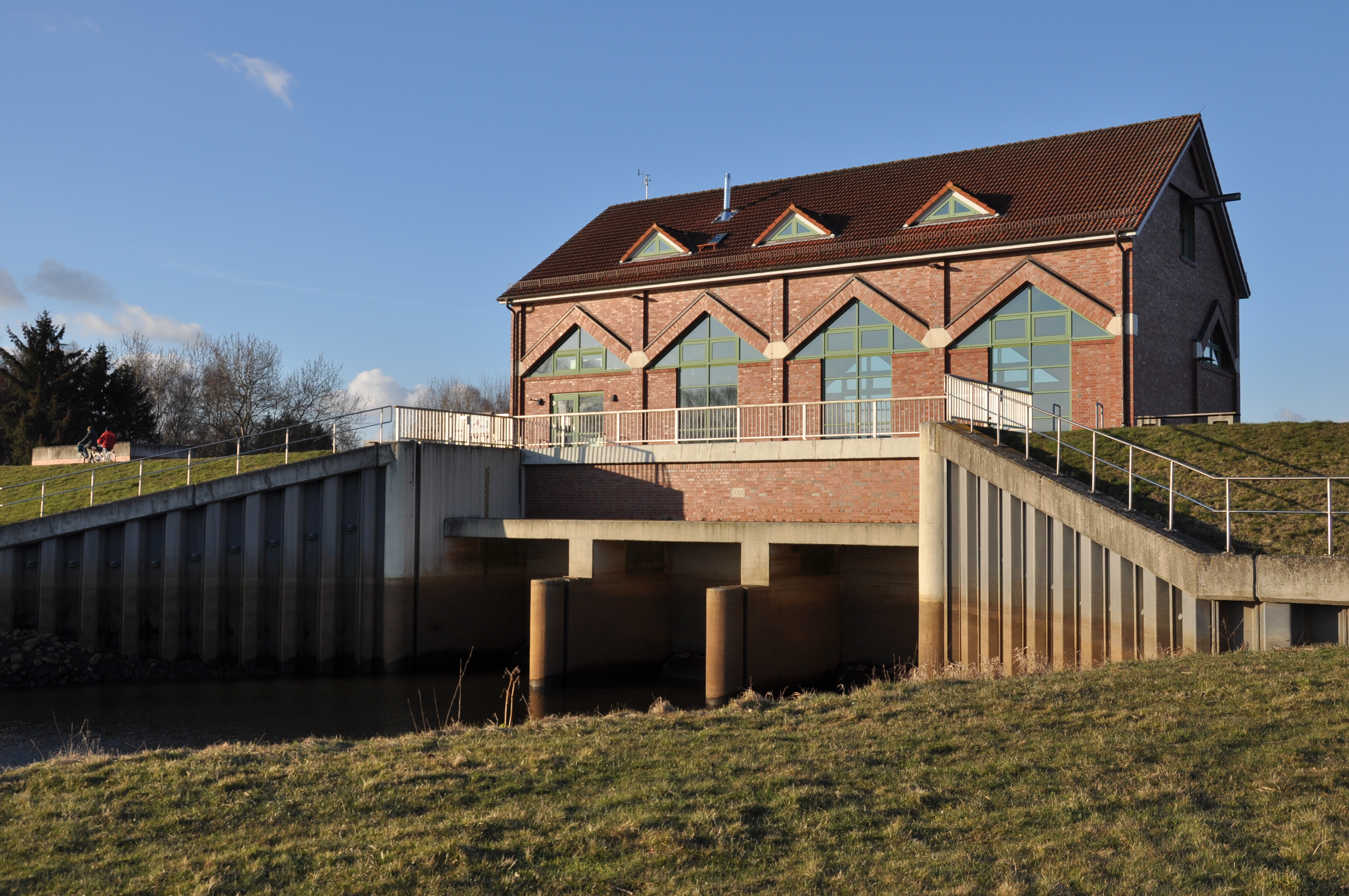
Heutiges Schöpfwerk in Laßrönne, Neubau 2001
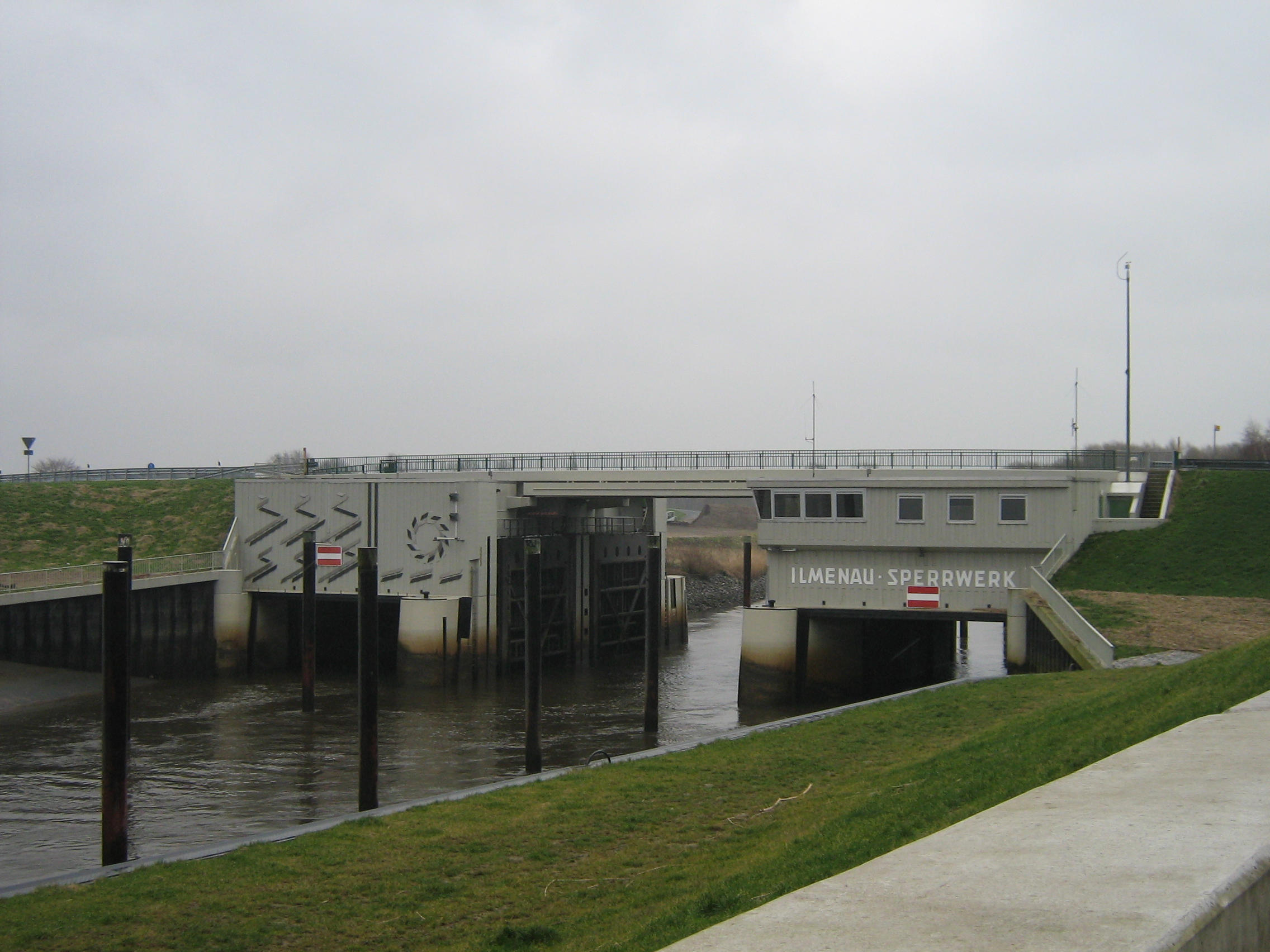
Bis 2020 schützte dieses Sperrwerk in Hoopte die Ilmenau-Niederung; wird derzeit erneuert

Heute queren sieben Brücken den Ilmenaukanal. Außerdem ist das Sperrwerk bei Hoopte mit einer Überfahrt versehen. Ursprünglich gab es lediglich vier hölzerne Klappbrücken bei Wittorf, Oldershausen, Nettelberg und Stöckte. In den Orten Tönnhausen und Fahrenholz verkehrten Fähren. Der Schiffsverkehr wurde anfangs noch mit Segelschiffen betrieben. Es gab an der Südseite des Kanals einen Treidelpfad. Pferde oder Menschen zogen die Schiffe stromaufwärts. Es setzte sich aber mehr und mehr der Schleppbetrieb mit Dampfern und Motorbooten durch.